# Ferdinand von Schirach: Feinde
Ferdinand von Schirach: Feinde ist ein 2021 ausgestrahltes Fernsehfilmprojekt aus Deutschland. Im Mittelpunkt stehen zwei Spielfilme des Regisseurs Nils Willbrandt nach einer Idee von Ferdinand von Schirach. Es umfasst ferner einen Zusammenschnitt der Haupthandlung in der ARD Mediathek sowie einen Dokumentarfilm.
Die beiden Spielfilme Gegen die Zeit und Das Geständnis wurden am 3. Januar 2021 zeitgleich auf mehreren Sendern der ARD erstausgestrahlt. Gegen die Zeit, gesendet im Ersten, zeigt das Geschehen aus der Sicht des Ermittlers Peter Nadler. Der zeitgleich in allen Dritten Programmen und bei One gezeigte Film Das Geständnis erzählt dieselbe Geschichte aus der Sicht des Strafverteidigers Konrad Biegler.
Von deutschen Medien erhielt das Filmprojekt wegen seines Umfangs und seiner Handlung, aber auch wegen der Werbung, die die ARD für seine Ausstrahlung gemacht hatte, weithin ablehnende Kritik.

## Handlung

### Gemeinsame Einleitung
In einem kurzen Vorwort stellen sich die beiden Protagonisten vor: Peter Nadler ist seit 28 Jahren Polizist und vertritt die Auffassung, dass eine friedliche Gesellschaft nur existieren könne, wenn „das Böse“ für seine Taten bestraft werde. Dies sei für ihn Gerechtigkeit. Konrad Biegler widerspricht ihm: Er ist seit über 30 Jahren Strafverteidiger und habe in dieser Zeit nicht einen „nur guten“ oder einen „nur bösen“ Menschen kennengelernt. Gerechtigkeit könne daher nur innerhalb der Grundfesten des Rechtsstaates und geltender Gesetze erreicht werden.
Es folgt jeweils die Darstellung der Tat: Die aus einem wohlhabenden Elternhaus stammende zwölfjährige Lisa von Bode wird auf dem Weg zur Schule entführt. Der Täter ist nicht zu erkennen; er zerrt sie in einen weißen Ford Transit, fesselt und knebelt sie und fotografiert sie mit ihrem eigenen Smartphone. Dieses hinterlässt er Lisas Eltern in deren Briefschlitz und fordert ein Lösegeld von 5 Millionen Euro in Bitcoins. Er hält Lisa in einer alten Fabrikhalle fest, die er für sie mit dem Nötigsten eingerichtet hat. Er verbrennt an einem abgelegenen Ort sein Tatfahrzeug und seine Kleidung. Währenddessen versucht Lisa den eiskalten Raum mit einem Brikettofen zu heizen. Der Wind treibt eine alte Plastikplane über das Fabrikdach, die sich im Schornstein des Ofens verfängt und ihn verstopft – Lisa erstickt.

### Teilung der Sichtweisen

#### Gegen die Zeit
Feinde – Gegen die Zeit zeigt nun die Ermittlungen Nadlers: Der erfahrene Polizist, der selbst eine Tochter in Lisas Alter hat, übernimmt mit seiner neuen Kollegin Lansky die Ermittlungen. Beide vermuten, dass es sich bei dem Täter um einen (ehemaligen) Angestellten der Familie handeln müsse, da er sein Opfer und dessen Angewohnheiten, Abläufe im Haushalt und das Umfeld anscheinend gut kannte. So gerät sehr schnell Georg Kelz ins Visier der Ermittler, der seit einigen Monaten als Wachmann für die Familie tätig ist. Kelz antwortet im Verhör zunächst ziemlich einsilbig und wird von Nadler direkt damit konfrontiert, dass er in ihm den Täter gefunden habe – was Kelz nicht einmal abstreitet. Im Gespräch mit Lansky, die betont, dass nichts außer Nadlers Intuition gegen Kelz spreche, entgegnet Nadler, er werde jetzt handeln, bei der Polizeipräsidentin offiziell die Genehmigung einer Rettungsfolter beantragen und Kelz notfalls mit Gewalt zum Reden bringen. Da ihm diese Genehmigung unmissverständlich verwehrt wird, der Sucheinsatz der Polizei im Umfeld des verbrannten Ford Transit wetterbedingt abgebrochen werden muss und Nadler sich aufgrund Lisas Alters an seine eigene Tochter erinnert fühlt, beschließt er, im Alleingang herauszufinden, wo Lisa ist. Er besucht am folgenden frühen Morgen Kelz im Gefängnis und führt bei ihm solange ein Waterboarding durch, bis Kelz schließlich die Adresse der Fabrikhalle nennt. Umgehend informiert er ein SEK-Team und verabredet mit Kelz, er solle beim nur wenige Minuten später beginnenden Verhör außer dem Ort nichts weiter sagen. Lisa kann von der Polizei nur noch tot geborgen werden. Kelz legt anschließend ein Geständnis ab.

#### Das Geständnis
Feinde – Das Geständnis knüpft am Zeitpunkt an, als Biegler die Verteidigung von Kelz übernimmt. Dem in die Jahre gekommenen und körperlich alles andere als gesunden Kettenraucher wird wiederholt abgeraten, Kelz angesichts des schweren angeschuldigten Vergehens einer Kindesentführung beizustehen – unter anderem ist seine Ehefrau mit den von Bodes gut befreundet und sein Mitarbeiter Weider fürchtet um Bieglers Reputation. Aus seiner Erfahrung heraus wundert ihn, dass der potentielle Täter Kelz bei einem so sauber durchgeführten Verbrechen bereits nach wenigen Stunden eingeknickt sei – Reue als Geständnisgrund schließt er aus, da Kelz zu diesem Zeitpunkt nichts von Lisas versehentlichem Tod gewusst haben konnte. Während der Akteneinsicht stößt Biegler auf Nadlers offizielles Ersuchen, Kelz bei der Vernehmung unter ärztlicher Aufsicht Schmerzen zufügen zu dürfen. Auch sonst liegen der Polizei nach Aktenlage keinerlei sichere Beweise vor, die Kelz als Täter überführen könnten. Er besucht seinen Mandanten im Gefängnis, offenbart ihm, dass er von der offiziellen Version nichts glaube und bringt Kelz schließlich dazu, die wahre Geschichte zu erzählen.

### Abschließender Prozess
Der abschließende Prozess wird wieder größtenteils deckungsgleich in beiden Filmen gezeigt: Nadler ist als Zeuge geladen und trägt noch einmal die offizielle Version vor, dass Kelz ohne fremdes Zutun und quasi über Nacht dazu gekommen sei, seine Tat gestehen zu wollen. Biegler konfrontiert den Kommissar damit, dass gemäß der Ermittlungsergebnisse nicht festgestellt werden konnte, ob der abgebrannte Ford Transit tatsächlich das Tatfahrzeug gewesen sei – geschweige denn, ob Kelz es jemals gefahren habe. Auch wurde Kelz’ Handy zur Tatzeit nicht in der Nähe des Tatortes oder des abgebrannten Autos geortet. Nadler entgegnet, die Beseitigung solcher Spuren sei dank des CSI-Effekts mittlerweile eine Leichtigkeit – doch sei es laut Biegler nun einmal die Pflicht, objektive Beweise darzulegen, wenn man jemanden für eine Tat bestrafen wolle.
Der Anwalt kommt auf das Folterersuchen des Ermittlers zu sprechen: Halte der Polizist Folter für ein probates Mittel, um jemanden zu verhören? Dieser erwidert, dass es unter bestimmten Voraussetzungen legitim sein müsse. Als Vergleich zieht Nadler den finalen Rettungsschuss heran: Wenn der Staat ihm erlaube, einen Menschen zu töten, wenn dieser anderenfalls eine andere Person töte, so müsse Folter als milderes Mittel ebenso zulässig sein, um ein Leben zu retten – das geltende Recht habe hier versagt. Biegler kontert: Wie solle staatlich angeordnete Folter aussehen, wer soll sie durchführen und wie müssten diese Leute dafür ausgebildet werden? Was, wenn die verdächtige Person tatsächlich unschuldig sei (nach geltendem Recht sei jeder unschuldig, dessen Schuld nicht bewiesen wurde) und man somit einer unschuldigen Person Folter antäte? Zudem würde es einen Menschen zum Objekt degradieren – die Menschenwürde nach Artikel 1 des deutschen Grundgesetzes würde durch staatliche Maßnahmen schwersten Schaden nehmen.
Letztlich kann Nadler seine Geschichte nicht aufrechthalten: Auf die direkte Frage Bieglers, ob er Kelz gefoltert habe, knickt er ein und gibt seine Tat schließlich zu. Doch wie sähe es aus, wenn er Lisa so gerettet hätte? Biegler entgegnet, dann hätte er im Privaten für dieses Opfer seine vollste Hochachtung verdient – jedoch sei die Rechtsstaatlichkeit ein unumstößliches Gut, somit müsse es für diese Tat harte rechtliche Konsequenzen geben. Er wäre damit auch als Held gescheitert. Kelz wird freigesprochen, da ohne verwertbares Geständnis und stichhaltige Beweise keine Verurteilung möglich ist.

## Entstehung
Die Filme wurden vom 16. Oktober 2019 bis zum 6. Dezember 2019 in Berlin und Umgebung gedreht.
Als Vorlage diente der Fall von Magnus Gäfgen: Dieser hatte 2002 den elfjährigen Bankierssohn Jakob von Metzler entführt und getötet sowie eine Lösegeldforderung gestellt. Bei der Geldübergabe wurde er erkannt und später festgenommen. Nachdem Gäfgen in der polizeilichen Vernehmung den Verbleib und Zustand seines Opfers verschleiert und zwei unbeteiligte Bekannte als Mittäter beschuldigt hatte, ordnete der damalige Polizeivizepräsident Wolfgang Daschner an, durch Gewaltandrohung die aus seiner Sicht möglicherweise lebensrettende Aussage zum Aufenthaltsort des Elfjährigen zu erzwingen. Gäfgen machte daraufhin zutreffende Angaben, sodass die Polizei die Leiche des Entführungsopfers finden konnte. Für diese Gewaltandrohung musste sich Daschner später im Daschner-Prozess strafrechtlich verantworten.
Die Figur des Konrad Biegler sowie Teile seines Dialogs mit Peter Nadler vor Gericht entstammen Schirachs Roman Tabu, in dem ebenfalls Folter bzw. deren Androhung durch einen Polizisten behandelt wird.

## Besetzung
- Klaus Maria Brandauer: Konrad Biegler
- Bjarne Mädel: Peter Nadler
- Franz Hartwig: Georg Kelz
- Katharina Schlothauer: Judith Lansky
- Alix Heyblom: Lisa von Bode
- Ursina Lardi: Frau von Bode
- Harald Schrott: Herr von Bode
- Anne Ratte-Polle: Vorsitzende
- Neda Rahmanian: Staatsanwältin Bentrock
- Bjarne Meisel: Ben von Bode
- Julia Richter: Frau Nadler
- Gitta Schweighöfer: Polizeipräsidentin
- Marc Hosemann: Salomon Weider
- Linus Müller: Junger Postbote
- Nina Maria Wyss: Assistentin der von Bodes
- Mirko Lang: Wachmann
- Julischka Eichel: Gerichtsmedizinerin Dr. Deissler
- Samuel Finzi: Dr. Robert Bentheimer
- Ulrike Kriener: Elly Biegler
- Fritz Roth: Alter Postbote
- Marlen Ulonska: Assistentin von Biegler
- Cristin König: Anwältin der Kanzlei Biegler

## Rezeption

### Einschaltquoten
Im Ersten erreichte der Film Feinde – Gegen die Zeit 7,96 Millionen Zuschauer und einen Marktanteil von 21,8 Prozent, die andere Perspektive Feinde – Das Geständnis sahen 2,49 Millionen Zuschauer (6,8 Prozent Marktanteil) in den Dritten und beim Spartensender One. Danach sahen den jeweils anderen Film im Ersten und in den Dritten noch einmal 4,83 Millionen Zuschauer. Die im Ersten an Gegen die Zeit anschließende Dokumentation Feinde – Recht oder Gerechtigkeit wurde von etwa 6,35 Millionen Zuschauern (19,5 Prozent Marktanteil) verfolgt.

### Kritik
In etlichen deutschen Medien erhielt das Filmprojekt negative Kritik. Der Filmdienst etwa, aus dem sich das Lexikon des Internationalen Films speist, vergab ihm einen von fünf möglichen Sternen und beurteilte das Ergebnis des Projekts als „in allen Versionen gleichermaßen holzschnittartig und plakativ“. Die Auffassung des Filmdienstes, demzufolge der Aufwand für die Filme durch das Ergebnis „in keinster Weise gerechtfertigt“ werde, vertrat ähnlich auch der Kritiker Volker Weidermann im Spiegel, „denn das TV-Drama bauscht moralische Dilemmata auf, die keine sind“. Andrea Kaiser urteilte in epd medien: „Mit nicht weniger als drei Filmen im Krimi- und Courtroom-Format […] ritt die ARD vergangenen Sonntag auf einem toten Gaul herum“. Die Cutter des Films, so Kaiser, „müssen vor Langeweile schier verrückt geworden sein.“
Ablehnend äußerte sich auch Heike Hupertz in der FAZ. Das Filmprojekt sei ein „bestürzender Murks“, es sei „unerträglich“, wenn in den Filmen „stellenweise suggeriert“ werde, „dass insbesondere Mütter und Väter die ‚Rettungsfolter‘ für gerecht halten könnten“. Resümierend meinte sie: „Viel Wind, viel Aufwand, unterkomplex konstruierte, forcierte Gegensätzlichkeit in den Filmen, Anwalt Biegler als Star der Moraldilemma-Chose, kein weiterer Blick auf das Opfer und seine Angehörigen, das ergibt in Summe viele Stunden schlechtes Fernsehen.“
Das Projekt wurde vom Strafrechtsexperten Thomas Fischer in seiner Kolumne im Spiegel unter anderem als eine „verfehlte Fragestellung auf der Grundlage einer grob manipulativen Tatsachenpräsentation“ scharf kritisiert.
Im Gegensatz zur Handlung gab es Lob für die Schauspielleistungen. Brandauers Spiel etwa, so Hupertz in der FAZ, sei „beeindruckend“.
Kritiker fokussierten sich auch auf die Werbung, die die ARD für das Filmprojekt gemacht hatte. Sie bestand unter anderem aus Trailern, die in der Woche vor der Erstausstrahlung täglich im Anschluss an die Hauptausgabe der Tagesschau gesendet wurden, und aus einem Countdown und anderen Werbeeinblendungen während der Ausstrahlung von Sendungen. Dieter Anschlag zum Beispiel verurteilte die Werbung in seinem Leitartikel in der Medienkorrespondenz als „Marktschreier-TV“, als „Trailer-Exzess“, als „penetranteste Selbstpromotion […], die man jemals im öffentlich-rechtlichen Fernsehen gesehen hat“, als „Tiefpunkt in der Geschichte des öffentlich-rechtlichen Rundfunks in Deutschland“ sowie als „alarmierendes Beispiel“ für einen „falsch verstandenen Programmauftrag“.